# Van Swindenspoorbrug
De Van Swindenspoorbrug is een spoorbrug in Amsterdam-Oost. 

## Brug
Bij de verbinding tussen de Eerste Van Swindenstraat en de Javastraat lag jarenlang een spoorwegovergang over het spoorwegtraject Amsterdam - Amersfoort. Deze spoorweg had ook een luchtbrug voor voetgangers, maar dan voornamelijk ter bereiking van het Station Amsterdam Muiderpoort dat tussen de sporen lag. Die overgang werd voor wat betreft treinverkeer drukker door de komst van de verbinding Amsterdam - Utrecht, die tot 1939 begon bij Station Amsterdam Weesperpoort. Het werd qua spoor dermate druk dat de spoorwegovergang vaker gesloten was dan open. Omdat dat bij meer spoorwegovergangen van toepassing was werden in de jaren dertig de Spoorwegwerken Oost uitgevoerd. Het spoor verdween van het maaiveldniveau naar een dijklichaam en over de verkeersverbinding kwam een brug te liggen. Voor de omgeving was het ingrijpend, want als gevolg van die werken werd het Muiderpoortstation verplaatst naar de Wijttenbachstraat.
De spoorbruggen op dat traject kregen allemaal hetzelfde uiterlijk. Er zijn komvormige keermuren van baksteen. De onderdoorgangen werden betegeld. De overspanning bestond uit ijzeren liggers, hier in het midden ondersteund door dito pijlers en jukken. De overspanning kreeg lichtgroene balustrades. De Van Swindenspoorbrug is “slechts” 3,5 meter hoog.
De brug lag er altijd naamloos bij, maar kreeg in 2017 haar naam, een vernoeming naar de onderliggende straat en dus indirect naar Jean Henri van Swinden.
In 1996 werd het spoorviaduct opgefleurd met het kunstwerk 101 Namen van Martine Neddam (noord- en zuidwestelijke keermuur). In 2022 volgden nieuwe tegelwanden onder de titel Samen zijn wij Oost van Enzo Pérès-Labourdette.

## Plaquette Spoorwegwerken Oost
Ter afronding van de Spoorwegwerken Oost ontwierp Cornelis Leonardus Johannes Begeer een vijftal plaquettes, die geplaatst zouden worden in de tegelwanden van de Van Swindenspoorbrug, Wijttenbachspoorbrug, Linnaeusspoorbrug, Beukenwegspoorbrug en Wibautstraatspoorbrug  Hij voerde de plaquettes uit in donker brons. De plaquette is rechtsonder gesigneerd.
Alle plaquettes kregen het volgende mee: 
De doorgang vrij, Oost is blij
 15 october 1939
Aangeboden door de buurtverenigingen
Ceram, Linnaeus en Oud Watergraafsmeer
Op de Van Swindenspoorbrug is verder nog te zien een trein, handen die de hekken open maken, wiel met vleugels (teken van de NS) en twee wapens waaronder dat van Amsterdam.
De plaquette wordt sinds najaar 2022 geheel omringd door het kunstwerk Samen zijn wij Oost.

## Afbeeldingen

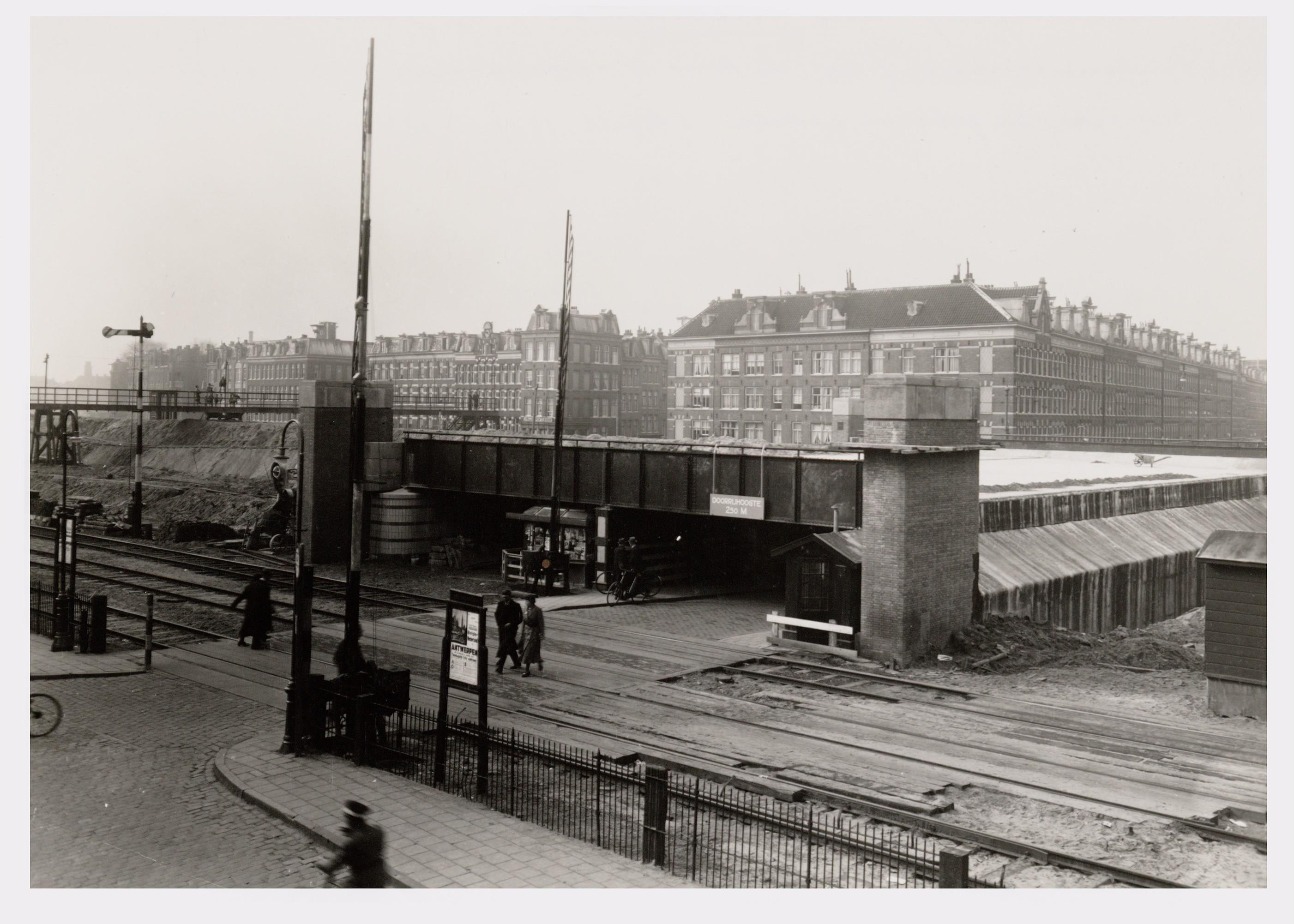
Spoorbrug in aanbouw (1937)

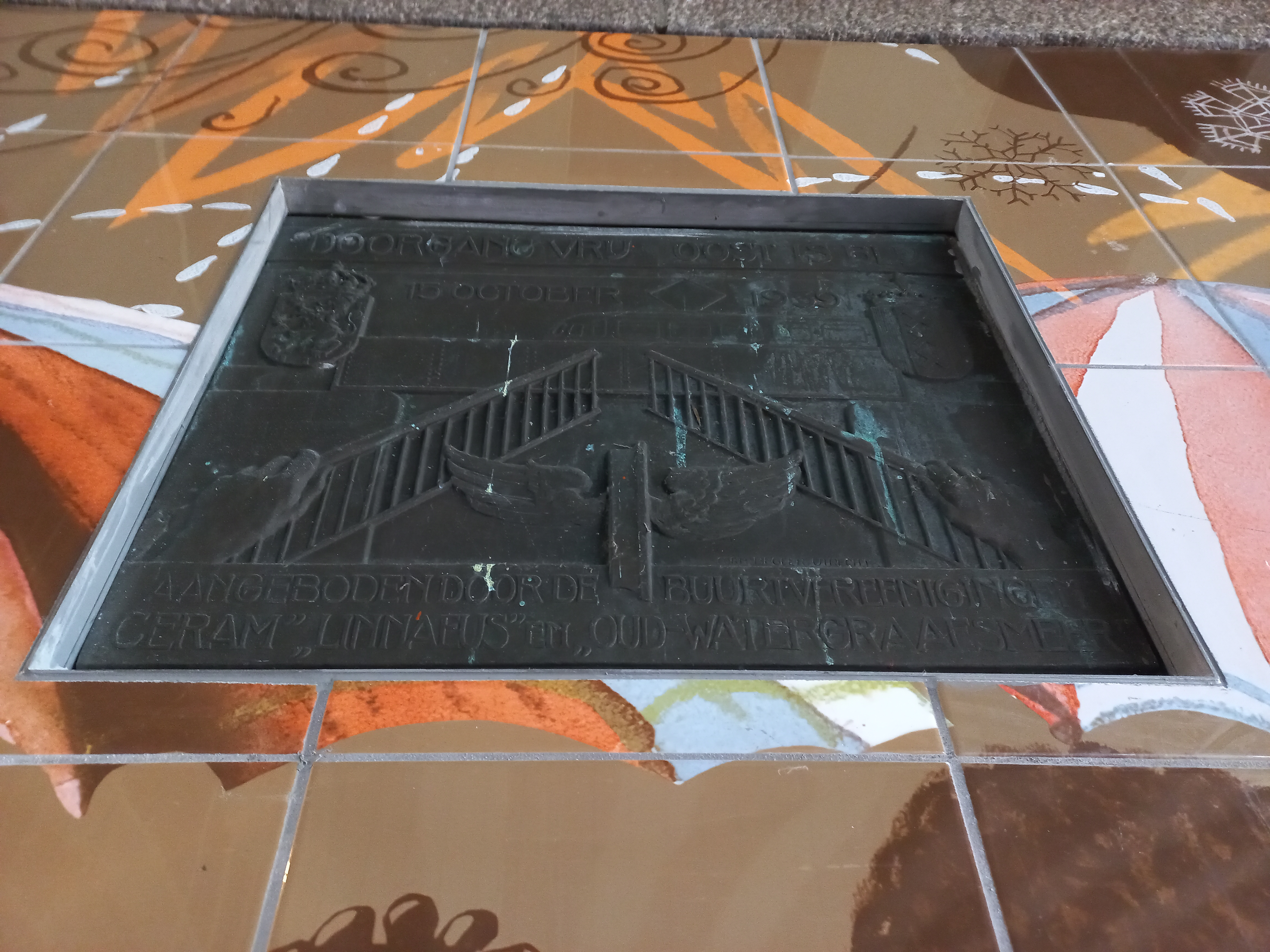
Plaquette De doorgang vrij (januari 2023)

Abcouderpadspoorbrug ·
AMC-Padspoorbrug ·
Amstelveensewegspoorbrug ·
Anderlechtspoorbrug ·
Arlandaspoorbrug ·
Basiswegspoorviaduct Oost ·
Basiswegspoorviaduct West ·
Beethovenspoorbrug ·
Ben Viljoenspoorbrug ·
Beukenwegspoorbrug ·
Bonispoorbrug ·
Bos en Lommerspoorbrug ·
Spoorbrug in de Burgemeester Stramanweg · 
Bullewijkspoorbrug ·
Carrascospoorviaduct ·
Celebesspoorbrug ·
Comeniusspoorbrug ·
Czaar Peterspoorbrug ·
Cruquiusspoorbrug ·
Dalsteinbrug ·
Domselaerspoorbrug ·
Erasmusspoorbrug ·
Europaboulevardspoorbrug ·
Frans de Wollantsspoorbrug ·
Gaasperdammerspoorbrug ·
Haarlemmerwegspoorbrug ·
Heemstedespoorbrug ·
Hemsterhuisspoorbrug ·
Henk Sneevlietspoorbrug ·
Hoogoorddreefspoorbrug ·
Houtmanspoorbrug ·
Houttuinenspoorbrug ·
Insulindespoorbrug ·
Jan Evertsenspoorbrug ·
Jan van Galenspoorbrug ·
Johan Huizingaspoorbrug ·
Kabelwegspoorbrug ·
Karspeldreefspoorbrug ·
Kastrupspoorbrug ·
Kattenburgerspoorbrug ·
Korte Prinsengrachtspoorbrug ·
Kruislaanspoorbrug ·
Lelylaanspoorbrug ·
Linnaeuskadespoorbrug ·
Linneausstraatspoorbrug ·
Meibergpadspoorbrug ·
Molukkenspoorbrug ·
Mr. Treubspoorbrug ·
Museumlijnspoorbrug ·
Nieuwegeinspoorbrug ·
Nieuwe Haagsespoorbrug ·
Noordzeewegspoorbrug ·
Omvalspoorbrug ·
Oostertoegangsspoorbrug ·
Oosterdoksspoorbrug ·
Overbrakerspoorbrug ·
Overzichtspoorbrug ·
Pablo Nerudaspoorbrug West ·
Pablo Nerudaspoorbrug Oost ·
Parnassusspoorbrug ·
Piarcospoorviaduct ·
Pieter Calandspoorbrug ·
Planciusspoorbrug ·
Ringdijkspoorbrug ·
Robert Fruinspoorbrug ·
Rozenoordspoorbrug ·
Schinkelspoorbrug ·
Seinewegspoorbrug Noord ·
Seinewegspoorbrug Zuid ·
Sloterdijkerwegspoorweg ·
Solitudolaanspoorbrug ·
Spaarndammerspoorbrug ·
Strandvlietspoorbrug ·
Tafelbergspoorbrug ·
Tjepmaspoorbrug ·
Transformatorwegspoorbrug ·
Van Swindenspoorbrug ·
Vlaardingenspoorbrug ·
Westerdoksdijkspoorbrug ·
Westertoegangsspoorbrug ·
Wibautspoorbrug ·
Wiltzanghspoorbrug ·
Wijttenbachspoorbrug ·
Zaandijkspoorbrug ·
Zaventemspoorbrug ·
Zeeburgerdijkspoorbrug ·
Zeeburgerpadspoorbrug